# Вејк Форест (Северна Каролина)
Вејк Форест (енгл. Wake Forest) пописно је место у америчкој савезној држави Северна Каролина.

## Демографија
По попису из 2010. године број становника је 30.117, што је 17.529 (139,3%) становника више него 2000. године.
| Група             | 2000.         | 2010.          |
| Белци             | 9.897 (78,6%) | 22.297 (74,0%) |
| Афроамериканци    | 1.987 (15,8%) | 4.594 (15,3%)  |
| Азијати           | 256 (2,0%)    | 887 (2,9%)     |
| Хиспаноамериканци | 262 (2,1%)    | 1.681 (5,6%)   |
| Укупно            | 12.588        | 30.117         |